# Linda Green
Linda Green, född 12 november 1974, är en svensk före detta fotbollsspelare.
Sundh representerade på klubbnivå Djurgårdens IF, där hon var en konstruktiv och teknisk mittfältare. Hon spelade 9 A-landskamper (0 mål) för Sverige, och var med i Sveriges trupp i VM 1999.